# Black Metal (Venom)
Black Metal är Venoms andra studioalbum, släppt 1982. Albumet anses ha inspirerat genrerna thrash metal, death metal och black metal.

## Låtförteckning
Alla låtar är skrivna och komponerade av Anthony Bray, Jeffrey Dunn och Conrad Lant. 
| 1. | Black Metal      | 3:40 |
| 2. | To Hell and Back | 3:00 |
| 3. | Buried Alive     | 4:16 |
| 4. | Raise the Dead   | 2:45 |
| 5. | Teacher's Pet    | 4:41 |

| 6.  | Leave Me in Hell            | 3:33 |
| 7.  | Sacrifice                   | 4:27 |
| 8.  | Heaven's on Fire            | 3:40 |
| 9.  | Countess Bathory            | 3:44 |
| 10. | Don't Burn the Witch        | 3:20 |
| 11. | At War with Satan (preview) | 2:14 |

## Medverkande
- Conrad Lant (Cronos) – sång, elbas
- Jeffrey Dunn (Mantas) – gitarr
- Anthony Bray (Abaddon) – trummor